# Giannino Castiglioni
Giannino Castiglioni més conegut com a Gio Castiglioni Milà, 4 agost de 1884 - Lierna, 27 agost de 1971) va ser un dels arquitectes, urbanistes, escultors i artistes italians més importants del segle xx.
En 1941, Giannino Castiglioni va dissenyar la Girola Chapel, ubicada al Cementiri Monumental de Milà, a Lierna, col·laborant amb Piero Portaluppi, amb qui va treballar en diversos projectes.
Entre les excel·lències de les escultures de Castiglioni, apareixen models d'escala:

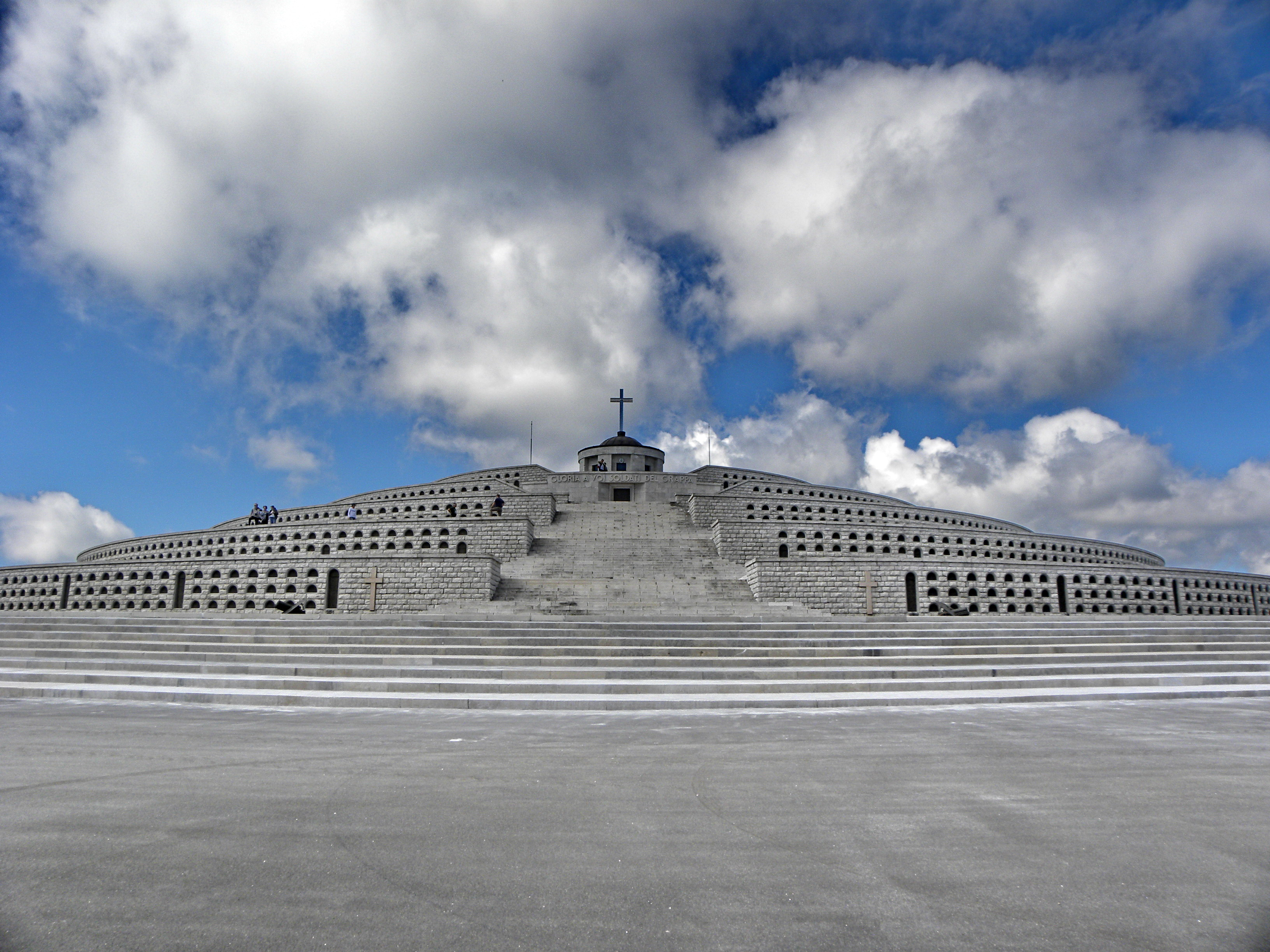
Sacraio del Monte Grappa, 1932, Monte Grappa
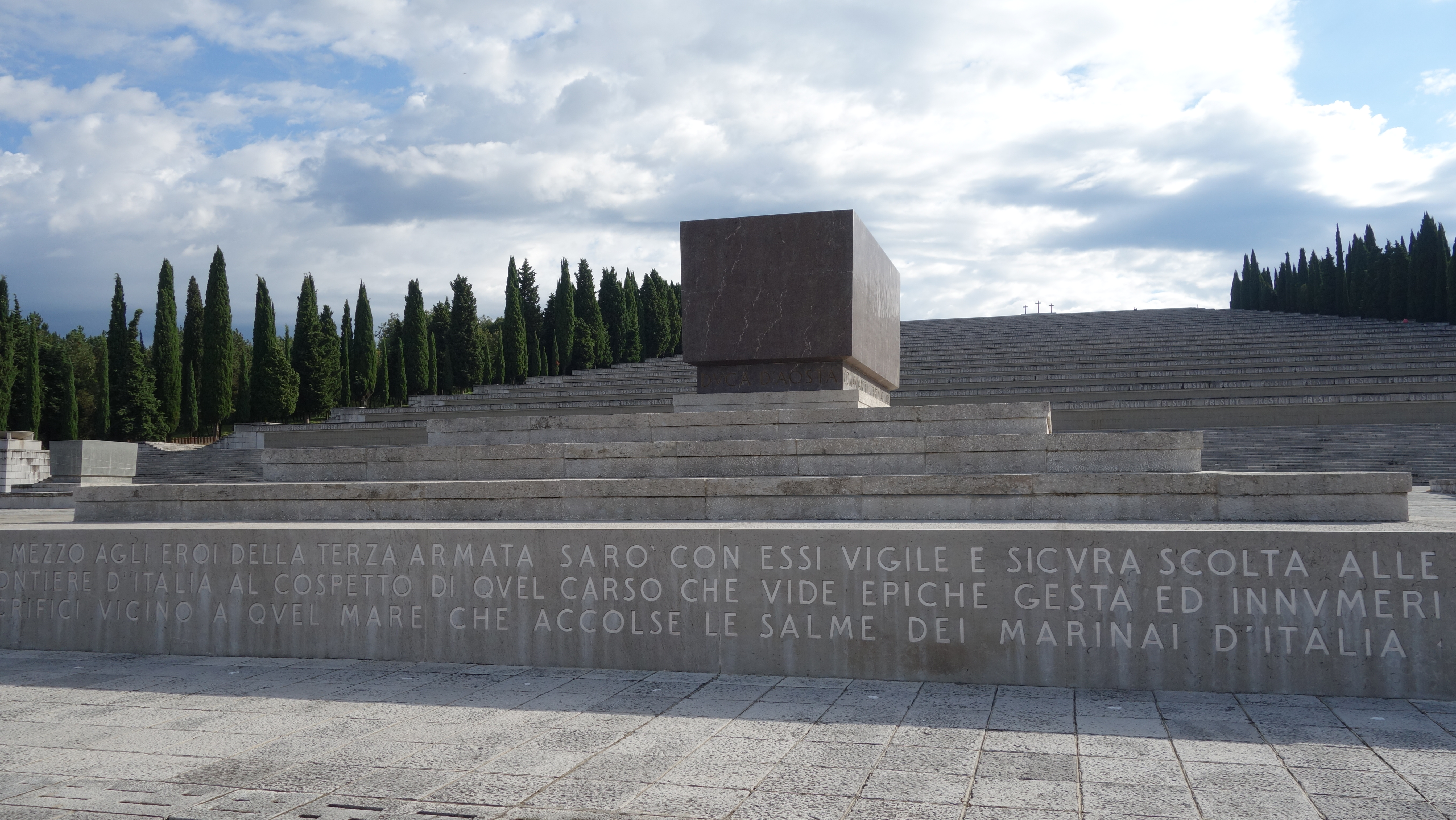
Sacrario militare di Redipuglia, 1938, Redipuglia